# Edicto de Rotario

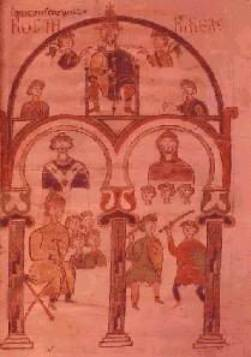
Ilustración en un manuscrito del Edicto.

El edicto de Rotario (Edictum Rothari) fue la primera recolección escrita de las leyes de los lombardos, promulgado el 22 de noviembre de 643 por el rey Rotario en Pavía por un gairethinx, una asamblea del ejército.
El edicto fue compuesto en latín (aun cuando en el texto hay numerosas palabras lombardas, en forma más o menos latinizada, lo cual lo convierte también en un documento interesante para el estudio de la lengua lombarda) y reúne en forma orgánica las antiguas leyes del pueblo lombardo, si bien se nota la influencia del derecho romano. Según el principio e la personalidad de la ley, el edicto era válido solo para la población italiana de origen lombarda; la de origen romana sujeta al dominio lombardo permanecía regulada por el derecho romano, codificado en aquel entonces en el Digesto, promulgado por el emperador Justiniano I en 533.
El edicto de Rotario, en su contenido, es un conjunto de códigos que buscan recomponer las relaciones entre los ciudadanos sustituyendo las venganzas con pagos monetarios. La diferencia de pena de acuerdo con quien cometa los delitos y con quien los sufra denota cómo la sociedad lombarda de la época estaba ya notablemente estratificada. Particularmente significativa resulta la diferencia de pena por matar al cónyuge: si es la mujer la que mata a su esposo, esta es condenada a muerte; en cambio, si es el marido quien mata a su mujer, este debe pagar una multa. Sin embargo, la suma a pagar era tan alta que tales asesinos acababan en los trabajos forzados.
La única copia existente se conserva en el Museo de la Catedral de Vercelli y no está expuesta al público.